# صبحي الدجاني

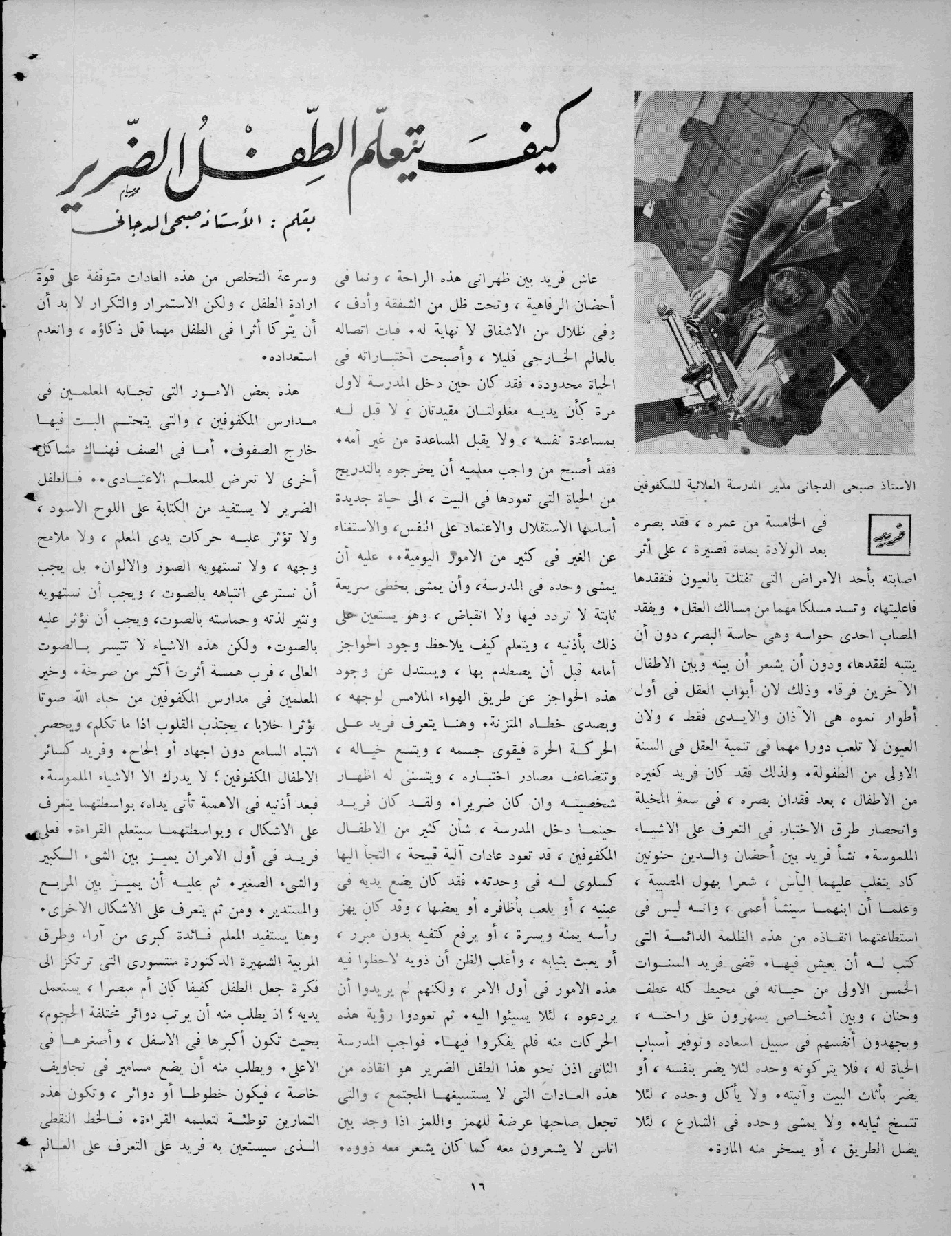
مقال لصبحي الدجاني في صحيفة المنتدى الإثنين، كانون الثاني 1945

صبحي الدجاني (ولد في القدس عام 1910 - تُوفي في 9 يناير 1975) هو مربي فلسطيني ورائد تعليم المكفوفين في فلسطين، أصيب بمرض التهاب السحايا عندما كان بالرابعة من عمره، وفقد بصره جراء هذا المرضِ.

## مسيرته التعليمية
بعد أن فقد صبحي الدجاني بصره، تعلم الكتابة النافرة باللغتين العربية والانجليزية في مدينة شنلر، حيث انه قد أنهى تعليمه الابتدائي، وبسنة 1925م التحق صبحي بالكلية الإسلامية، وقد حصل على الشهادة الثانوية سنة 1929م بعد التحاقه الكلية الأنجليزية، وبذات السنة التحق بجامعة بيروت الأمريكية لإكمال مسيرته التعليمية، والمفاجأة أنه كان أول كفيف تقبله الجامعة.

## إنجازاته
في سنة 1932م نال الجائزة الأولى في مباراة للخطابة الأرتجالية في اللغة الأنجليزية، كما أنه حصل على بكالوريوس علوم في التعليم، وعاد إلى فلسطين وبدأ بالعمل لتأسيس مدرسة المكفوفين.
شارك صبحي بمؤتمرات عديده لبحث شؤون تعليم المكفوفين، منها مؤتمر اليونسكو المنعقد في باريس سنة 1951م، وإنتدبته اليونسكو للتفكير بتأسيس معهد للمكفوفين في بغداد سنة 1951م، وفي الكويت سنة 1955م، وكما انه أنشأ جمعية لتحسين حالة المكفوفين في القدس وأنشأ المكتبة الأهلية للمكفوفين في القدس، وفي سنة 1952م أصدر مجلة اسماها «صوت الضمير» بـ الأحرف النافرة ووزعها مجانا على من يطلبها من المكفوفين.

## تأسيس مدرسة المكفوفين
بدأ صبحي بتأسيس المدرسة بمساعدة أحمد سامح الدجاني، وبسنة 1934م أوفد ببعثة خاصة إلى بريطانيا وحصل هناك على شهادة معلم علوم في التربية والتعليم من دار المعلمين بأدنبره، ومن كلية المعلمين بلندن سنة 1935م ومن هناك سافر إلى سويسرا حيث أمضى سنة في معهد تعلم المكفوفين، وفي سنة 1936م عاد إلى فلسطين مجددا وبدأ بتأسيس المدرسة العلائية للمكفوفين في مدينة الخليل، وظلت المدرسة تقوم بواجبها حتى إنتقلت إلى مدينة البيرة سنة 1949م.

## المدرسة العلائية للمكفوفين
هي أول مدرسة للمكفوفين في الوطن العربي، كان طلابها من دول مختلفة، والتي هي: لبنان، سوريا، الأردن، والخليج العربي.
وكانت أول من طبع القرأن الكريم بطريقة بريل، وأصدرت مجلة باسم العهد، التي تميزت بأنها كانت تنشر للمبصرين والمكفوفين في نفس الصفحة.
ما قاله مدير المدرسة المدعو بـ مصباح حجازي لِوكالة وفا: «المدرسة العلائية شمعة أنارت درب حياة أطفال رافقهم السواد منذ الطفولة، وقدمت لهم الرعاية والتعليم والتأهيل، لتجعلهم قادرين على مواجهة حياتهم الصعبة، متسلحين بعلمهم وقدرتهم على الاهتمام بكافة تفاصيل حياتهم، لا يقتصر تعليم الأطفال في المدرسة العلائية على العلوم والرياضيات، بل يتعلم الطلاب أيضا كيف ينموا مواهبهم فإن فقد الأنسان نعمة أجزاه الله بغيرها، فالأناملُ الصغيرة هنا تحدت فقدان بصرها وأنتجت عملاً قد يعجز المبصرون عن عمله لما يتطلب من دقة وإبداع».